# U9 (Berlin)
U9 je linija berlinskog U-Bahna. Dugačka je 12,5 kilometara i ima 18 stanica.
Stanice:
- Osloer Straße (U8)
- Nauener Platz
- Leopoldplatz (U6)
- Amrumer Straße
- Westhafen (S4x)
- Birkenstraße
- Turmstraße
- Hansaplatz
- Zoološki vrt Berlin (U2) (S3) (S5) (S7) (S9) (DB)
- Kurfürstendamm (U1)
- Spichernstraße (U3)
- Güntzelstraße
- Berliner Straße (U7)
- Bundesplatz (S4x)
- Friedrich-Wilhelm-Platz
- Walther-Schreiber-Platz
- Schloßstraße
- Rathaus Steglitz (S1)

## Datumi otvaranja dionica linije
- 28. kolovoza 1961.: Leopoldplatz - Spichernstraße
- 29. siječnja 1971.: Spichernstraße - Walther-Schreiber-Platz
- 30. rujna 1974.: Walther-Schreiber-Platz - Rathaus Steglitz
- 30. travnja 1976.: Osloer Straße - Leopoldplatz

## Vanjske poveznice
- Linija U9 (PDF 175 KB)  Arhivirana inačica izvorne stranice od 12. ožujka 2007. (Wayback Machine)